# روبرت بيل هاميلتون
روبرت بيل هاميلتون (بالإنجليزية: Robert Bell Hamilton)‏ هو سياسي أسترالي، ولد في 20 أكتوبر 1892 في أستراليا، وتوفي في 14 مايو 1948 في أستراليا. حزبياً، نشط في حزب أستراليا الليبرالي (الفرع الفيكتوري) ‏. وقد انتخب عضو الجمعية التشريعية فيكتوريا.